# Trethevy Quoit

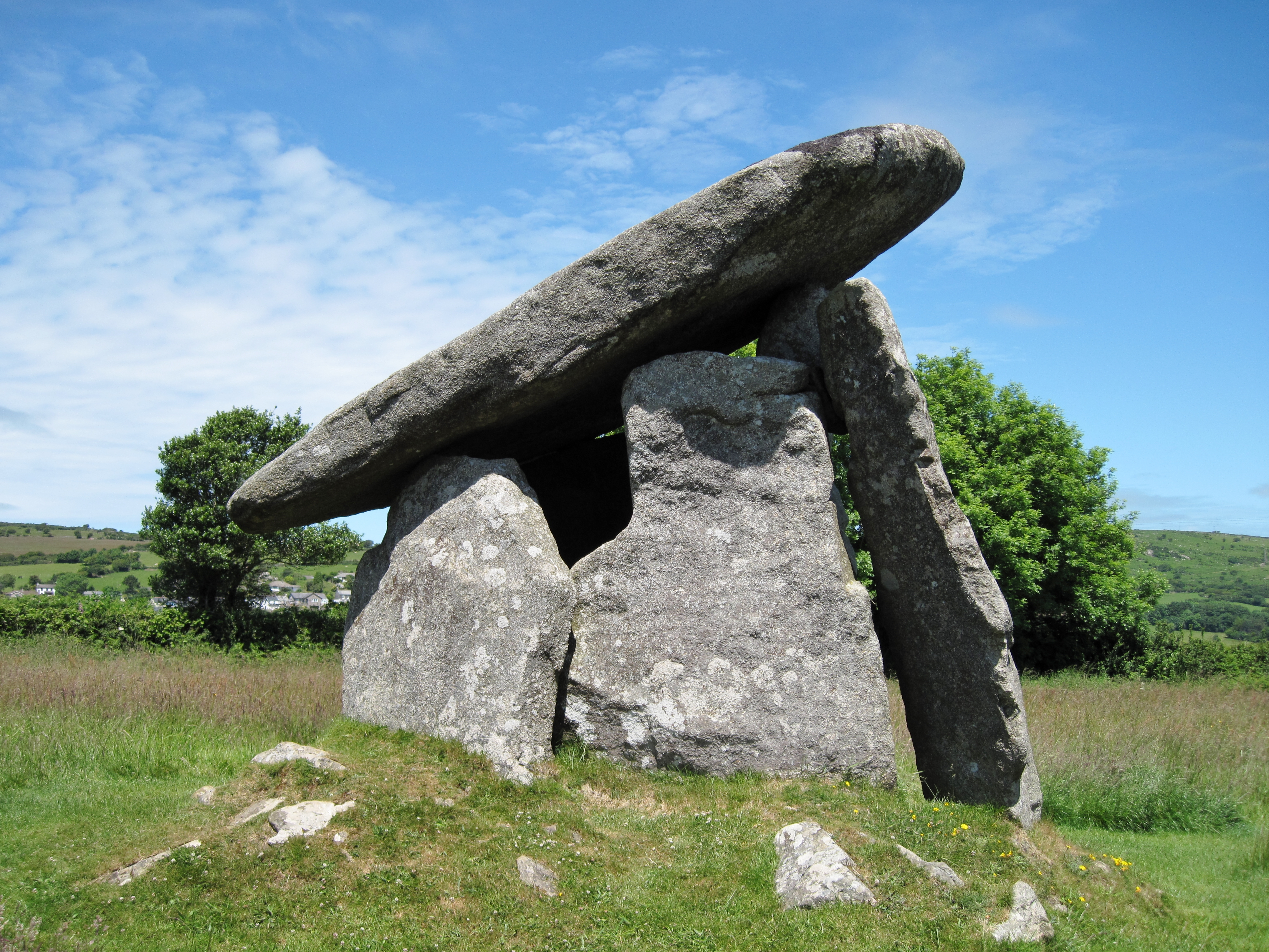
Trethevy Quoit in Cornwall

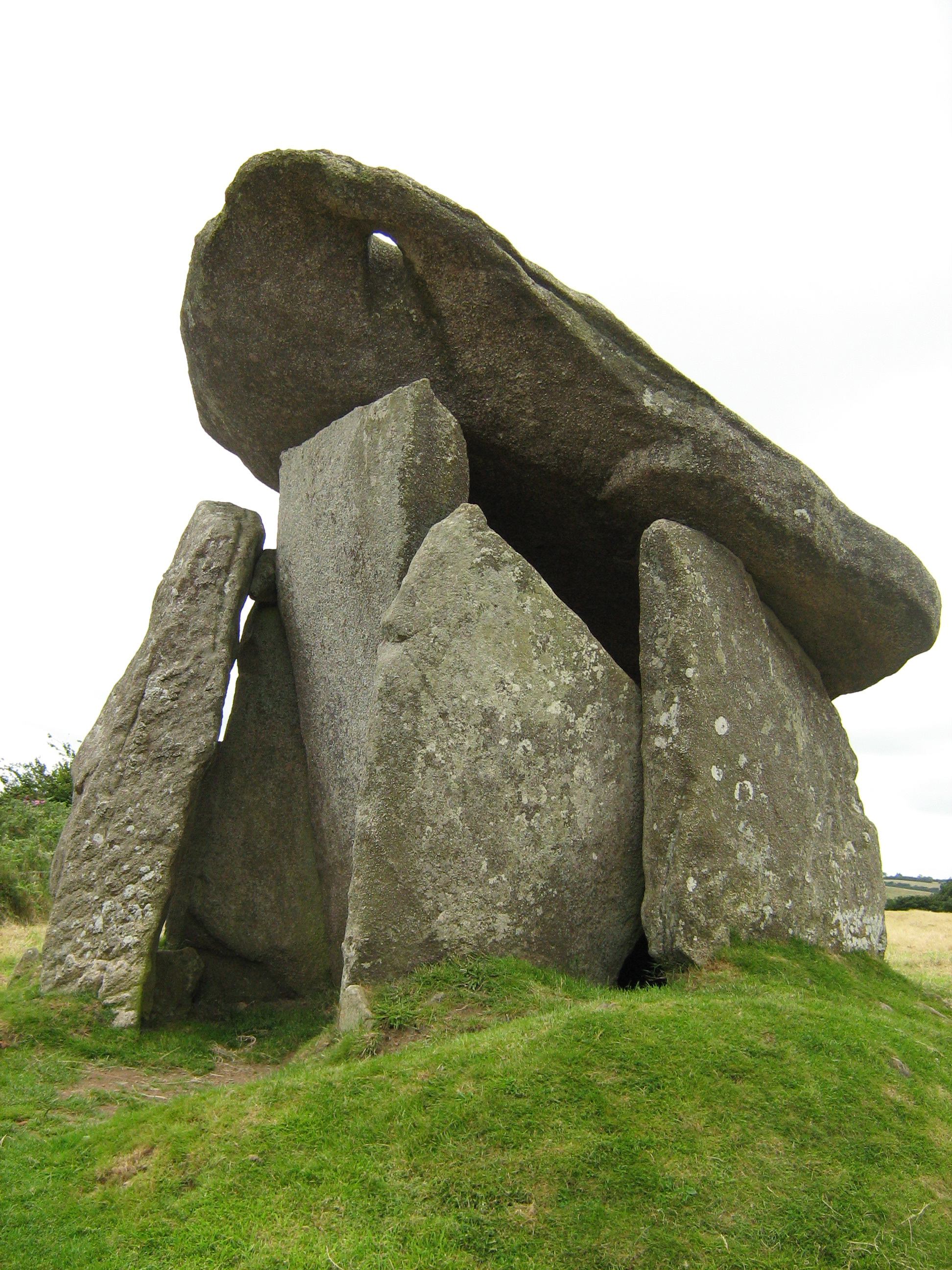
Ostansicht

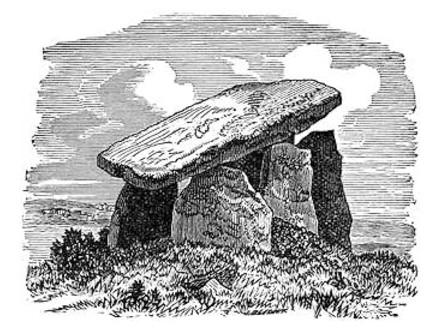
Radierung von W.C. Borlase 1872

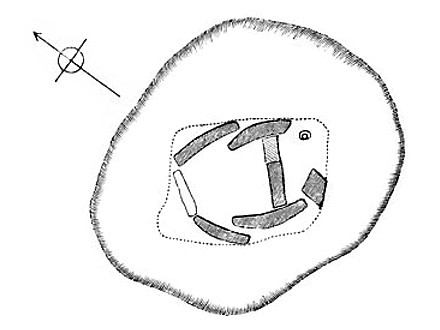
Radierung von W.C. Borlase 1872

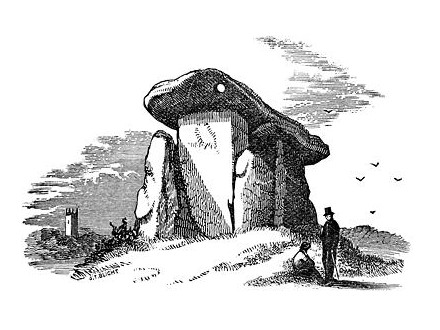
Radierung von W.C. Borlase 1872

Der Trethevy Quoit, auch bekannt als The Giant’s House, ist ein etwa 5500 Jahre alter Dolmen aus der Jungsteinzeit. Er liegt in Cornwall in England. Dieser Quoit veranschaulicht gut die Besonderheit der cornischen Portalgräber.

## Lage
Der Trethevy Quoit befindet sich im ehemaligen District Caradon nördlich von Liskeard im Dorf Tremar Coombe. In der Nähe liegen The Hurlers, drei Steinkreise aus der späten Bronzezeit. In Cornwall gibt es einige weitere Megalithanlagen dieser Art:
- Bosporthennis Quoit
- Chûn Quoit
- Lanyon Quoit
- Mulfra Quoit
- Zennor Quoit

## Aufbau
Der Trethevy Quoit war allem Anschein nach wie andere Portalgräber des Typs anfangs von einem Erdhügel bedeckt. Die anzutreffenden Reste lassen auf einen Durchmesser von 6,5 m schließen. Die noch vorhandenen sieben Steine und die 3,7 m lange und 10,5 Tonnen schwere Deckplatte befanden sich früher im Innern des Erdhügels. Am oberen Ende der Deckplatte befindet sich ein natürliches Loch, das vielleicht zu astronomischen Beobachtung genutzt wurde. Die Tragsteine bestehen aus der umgestürzten Rückwand, jeweils zwei seitlichen Wandsteinen, die sich leicht überlappen, einem Frontstein und einem etwas abseits gelegenen flankierenden Stein. 
Die Besonderheit der cornischen Portalgräber ist, dass durch solche Steine manchmal ein kleiner, teilweise geschlossener Raum vor der Front geschaffen wird. Einige Steine weisen Perforationen als Verzierungen auf. Der Frontstein wird häufig als Eingangsstein bezeichnet, obwohl er bei den meisten Portal Tombs nicht bewegt werden kann. Der Trevethy Quoit bildet hier eine Ausnahme, denn ein kleiner rechteckiger beweglicher Stein am unteren rechten Rand der Vorderseite ermöglicht einen Zugang zur Kammer. Die Rückseite der Kammer ist nach innen verstürzt und bildet eine Erhebung im Innern der Kammer. Aufgerichtet besitzt der Stein etwa die Höhe des Frontsteins, so dass die Deckplatte früher scheinbar nicht von den Flankensteinen getragen wurde, sondern nahezu waagrecht auf dem Frontstein und Rückwand ruhte. Dann hätte sich zwischen den Tragsteinen und den Seitenwänden eine beträchtliche Lücke ergeben, durch die das Erdreich in die Grabkammer hätte eindringen können. Daher ist anzunehmen, dass beim Einsturz der Rückwand die fallende Deckplatte die Flankensteine beschädigte. Der Innenraum ist 2 m lang und 1,5 m breit und misst an der höchsten Stelle noch 4,6 m.

## Forschungsgeschichte
Erstmals erwähnt wurde der Trethevy Quoit 1584 von J. Norden in einer topographischen und historischen Darstellung Britanniens, die aber erst 1728 verlegt wurde. Im 19. Jahrhundert beschäftigte sich William Copeland Borlase wieder näher mit der Megalithanlage und fertigte dazu die hier abgebildeten Radierungen an. Von ihm stammen auch erste Mutmaßungen über die umgestürzte Rückwand und das frühere Aussehen des Quoits. Hugh O’Neill Hencken verfasste 1932 eine erste moderne Darstellung, in der er auf die Besonderheit der Vorkammer erläuterte und auf Parallelen zu Bauwerken in der Bretagne hinwies. Neuere Ausgrabungen zeigten, dass diese Art von Megalithanlagen im Neolithikum zwischen 3700 und 3500 v. Chr. errichtet worden sind und über eine lange Zeit als Gemeinschaftsgräber genutzt wurden.